# Conopias albovittatus
Caça-moscas-do-chocó ou bem-te-vi-do-chocó (Conopias albovittatus) é uma espécie de ave da família Tyrannidae.
Pode ser encontrada nos seguintes países: Colômbia, Costa Rica, Equador, Honduras e Panamá.
Os seus habitats naturais são: florestas subtropicais ou tropicais húmidas de baixa altitude e florestas secundárias altamente degradadas.